# Capitalismo clientelista
El capitalismo clientelista o amiguista (en Inglés Crony Capitalism) es un término que describe a una economía capitalista en la que el éxito en los negocios depende de una estrecha relación entre los empresarios y los funcionarios gubernamentales. Entre sus expresiones, se puede mencionar favoritismo en la distribución de permisos legales, subvenciones del gobierno e impositivos especiales, por ejemplo. 
Se cree que el capitalismo clientelista surge en una corporatocracia, cuando el mundo empresarial se combina con el clientelismo político; en el momento en que las amistades interesadas y los lazos familiares entre empresarios y políticos influyen en la economía y sociedad en la medida que corrompe a los sectores públicos en los ideales económicos y políticos.

## El clientelismo en la práctica

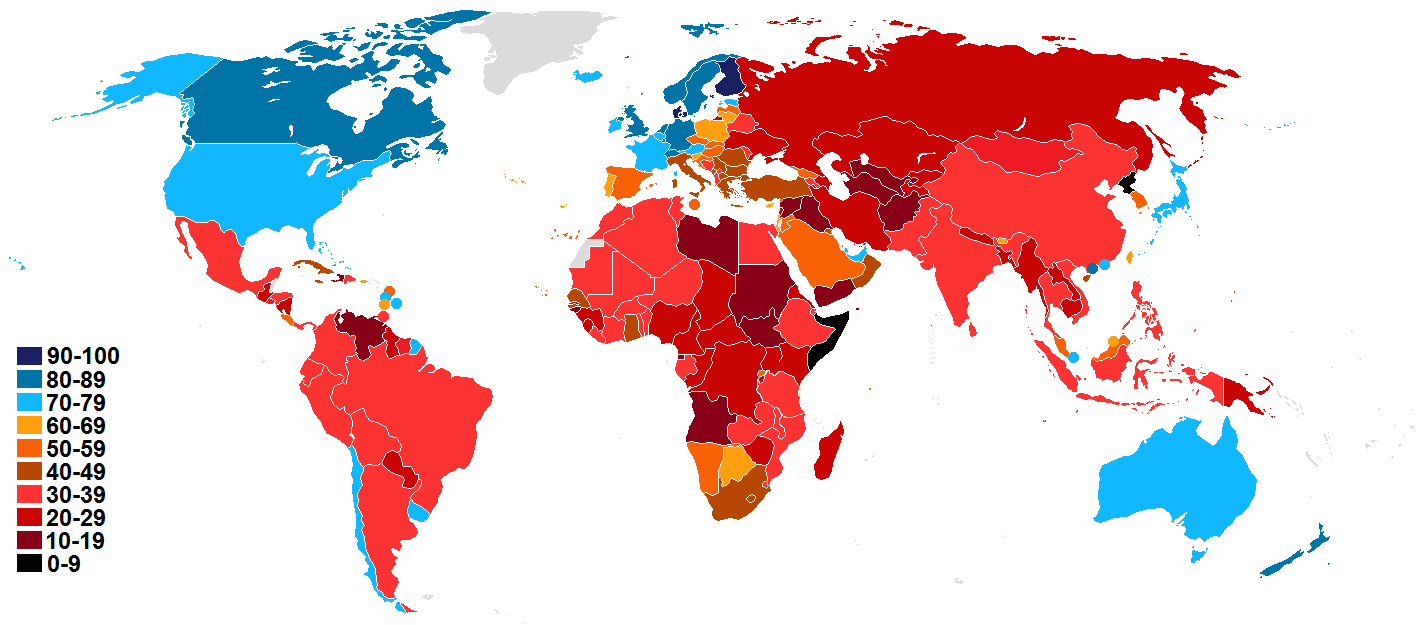
Visión general según Transparencia Internacional sobre el Índice de Percepción de Corrupción, 2015.

En su forma más suave, el capitalismo clientelista consiste en una colusión entre los agentes del mercado internacional. Aunque posiblemente muestren una ligera competencia entre sí, en la práctica forman una frente ante el gobierno para reclamar premios (a veces en lo que se denomina una asociación profesional o un grupo sectorial). Los recién llegados al mercado pueden tener dificultades para encontrar préstamos o adquirir espacio en los estantes para vender su producto, en los campos tecnológicos, pueden ser acusados de infringir las patentes que los competidores establecidos nunca invocarían entre ellos. Las redes de distribución se niegan a ayudar al negocio nuevo. Dicho esto, todavía habrá competidores que agrietarán el sistema cuando las barreras legales son débiles, especialmente cuando la vieja guardia se ha vuelto ineficiente y deja de satisfacer las necesidades del mercado. Por supuesto, algunos de estos advenedizos pueden entonces unirse a las redes establecidas para ayudar a disuadir a otros nuevos competidores. Entre los ejemplos de estas prácticas se pueden mencionar el keiretsu del Japón de la posguerra, la prensa escrita en la India, el chaebol de Corea del Sur, y las familias poderosas que controlan gran parte de la inversión en América Latina.[cita requerida]
En la práctica, sin embargo, sólo se aplican de forma errática. La posibilidad de que de repente el peso de la ley caiga sobre un negocio proporciona incentivos para permanecer en el favor de los funcionarios políticos. Los rivales problemáticos que han sobrepasado sus límites pueden pasar a ser de repente objetivos de la aplicación de la ley, lo que podría conllevar penas de multa o la cárcel.
Algunos ejemplos notables son el caciquismo español y sus sucesivas evoluciones hasta la actualidad; la República Popular China; India, especialmente hasta la década de 1990 cuando la fabricación estaba estrictamente controlada por el gobierno (el "imperio de la ciencia"); Indonesia; Argentina, Brasil; Malasia; Rusia; y la mayoría de los otros estados del ex Bloque del Este.
Los críticos afirman que las conexiones con el gobierno son casi indispensables para el éxito de los negocios en estos países. Wu Jinglian, uno de los economistas principales de China y un campeón en la transición hacia el libre mercado, dice que China se enfrenta a dos futuros de marcado contraste: un mercado económico bajo el imperio de la ley o el capitalismo clientelista.
El capitalismo clientelar ha sido descripto como un sistema que humilla a los emprendedores y a los trabajadores haciendo que los beneficios de algunas empresas no sean producto de su función social o económica, ni de su innovación y eficiencia, sino de su capacidad de controlar por la fuerza nichos de mercado con la connivencia activa o pasiva de una parte transversal de la clase política, que así obtiene financiación para sus organizaciones.

## Clientelismo en sectores de la economía
La participación más directa del gobierno puede conducir a áreas específicas del capitalismo clientelista, incluso si la economía como un todo puede ser saludable. Los gobiernos a menudo de buena fe, establecen organismos gubernamentales para regular una industria. Sin embargo, los miembros de una industria tienen un interés muy fuerte en las acciones de un organismo regulador, mientras que el resto de la ciudadanía es ligeramente afectada. Como resultado, no es raro que los hombres de negocios tengan el control del "perro guardián" y puedan usar dicho poder contra sus competidores. Este fenómeno es conocido como la captura del Regulador.
Un ejemplo de esto en los Estados Unidos fue la Comisión Interestatal de Comercio, que fue establecida en 1887 para regular los "ladrones barones"; en su lugar, rápidamente se controló, y estableció un sistema de permisos que se utilizó para negar el acceso a los nuevos operadores y legalizar funcionalmente el precio de fijación. En países no desarrollados este capitalismo tiene como una de sus reglas básicas la de beneficiar a los sectores más favorecidos por las ventajas relativas de los comodities, ya sea mediante baja de impuestos de forma especial o de fuertes devaluaciones, en detrimento del resto de los sectores económicos nacionales.  los rasgos que se avizoran en un modelo más cercano a la apropiación de la renta por parte de los sectores concentrados que a uno de desarrollo económico equitativo. Anne Krueger en su artículo en 1974 –años antes de ser la Economista jefe del Banco Mundial y la Subdirectora Gerente del FMI– titulado “La economía política de la sociedad de búsqueda de rentas” en la que definía a los “buscadores de rentas” como aquellos agentes económicos que persiguen una situación de privilegio que les genere un rendimiento económico. Lo problemático de la existencia de este tipo de rentas regulatorias es que generan incentivos perversos, tanto para su consecución como para evitar su eliminación, perjudicando en el camino al consumidor. El capitalismo clientelar es el resultado de esos incentivos perversos que ponen de acuerdo a unas denominadas “élites extractivas” (en terminología de Acemoglu y Robinson) públicas y privadas. También se caracterizan por utilizar la herramienta de lobby al producirse favoreciendo cambios legislativos o fiscales ad hoc, el rescate económico o los indultos, del mismo modo se utiliza en las empresas privadas, que intentan la captación por medio de favores o influencias de políticos, entre ellas el ofrecimiento de empleo muy bien remunerado, conocido  como problema de las “puertas giratorias” entre el sector público y el privado.
Un ejemplo más reciente, en el 2004 sería el caso de las granjas de Creekstone. Después del susto de la vaca loca, Creekstone decidió examinar todas sus vacas por la enfermedad de la vaca loca. Esto les permitiría venderle de nuevo a Japón, que había bloqueado la importación de toda la carne americana que no hubiera sido completamente examinada. Después de que las instalaciones adecuadas habían sido construidas y el personal contratado para hacer tal cambio, el Departamento de Agricultura de los Estados Unidos emitió una orden judicial y se negó a permitir a Creekstone comprar los equipos necesarios para examinar. Esto permitió que los productores de carne más grandes mantuvieran sus costos bajos y no dejaran de ser competitivos a causa de un rival menor. Creekstone demandó a USDA por anular la libre competencia en el mercado. El economista Paul Krugman, comentó que el incidente mostraba que "los imperativos del capitalismo clientelista profesa la fe en el libre mercado," al menos por el Departamento de Agricultura en el momento.
El complejo industrial-militar en los Estados Unidos es a menudo descrito como un ejemplo del capitalismo clientelista en una industria. Las conexiones con El Pentágono y los grupos de presión en Washington son descritos por los críticos como más importante que la competencia, debido a la naturaleza política y secreta de los contratos de defensa. En la disputa Airbus-Boeing WTO, Airbus (que recibe subsidios directos de los gobiernos europeos) ha declarado que Boeing recibe ayudas similares, que están ocultas en los contratos ineficientes de defensa. En otro ejemplo, Bechtel, afirmando que debería haber tenido la oportunidad de presentar ofertas para contratos determinados, dijo que Halliburton había recibido contratos sin licitación debido a prácticas clientelistas de la administración de Bush.
Gerald P. O'Driscoll, exvicepresidente del Banco de la Reserva Federal de Dallas, afirmó que Fannie Mae y Freddie Mac se habían convertido en ejemplos del capitalismo clientelista. 
El respaldo del Gobierno dejó a Fannie y Freddie dominar la suscripción de hipotecas. "Los políticos crearon los gigantes hipotecarios, que luego se volvieron parte de los políticos - a veces directamente, como fondos de campaña; a veces como "contribuciones" para favorecer a constituyentes."

## Creación de este capitalismo en el desarrollo de las economías
En su peor forma, el capitalismo clientelista puede significar la corrupción simple, donde cualquier pretensión de un mercado libre se dispensa. Los sobornos a funcionarios públicos son considerados de rigor y la evasión fiscal es común; esto es visto en muchas partes de África, por ejemplo. Esto a veces es denominado plutocracia (por riqueza) o cleptocracia (por robo).
Los gobiernos corruptos pueden favorecer a un grupo de dueños de negocios quienes tienen estrechos vínculos con el gobierno por sobre los demás. Esto también puede hacerse por favoritismo racial, religioso y étnico. Mientras que el gobierno y los líderes de empresas tratan de lograr cosas diferentes, naturalmente buscan la ayuda de otras personas de gran poder para apoyarlos en sus esfuerzos. Estas personas forman centros en las conexiones de red. En un país en desarrollo, estos centros pueden ser muy pocos, por lo tanto se concentra la economía y el poder político en un grupo pequeño de acoplamiento.
Normalmente, esto es insostenible para los negocios ya que los nuevos negocios afectarán el mercado. Sin embargo, si los negocios y los gobiernos se entrelazan, entonces el gobierno puede mantener el pequeño centro social.

## Puntos de vista políticos
Los críticos del capitalismo incluyendo los socialistas y otros anticapitalistas, a menudo afirman que el capitalismo clientelista es el resultado inevitable de muchos sistemas capitalistas. Jane Jacobs lo describió como una consecuencia natural de la colusión entre quienes tienen el poder y quienes comercian, mientras que Noam Chomsky ha dicho que la palabra "cronyism" (amiguismo) es superflua cuando se describe el capitalismo. Dado que los negocios generan dinero y el dinero lleva al poder político, los negocios inevitablemente usaran su poder para influenciar los gobiernos. Gran parte del ímpetu detrás de la reforma de financiación en los Estados Unidos y en otros países es un intento de prevenir que el poder económico sea usado para tomar poder político.
A veces es referido como un "estado corporativista". En este punto de vista, el capitalismo clientelista es el resultado de un exceso del estilo socialista en interferencia en el mercado, que requiere grupos de presión empresariales activos para reducir la burocracia. Estos defensores apuntan a los niveles más altos de interacción entre las empresas y los gobiernos que se consideran más socialistas, llevándolo a su máximo en la forma de nacionalización de industrias. [cita requerida]Incluso si la regulación inicial tenía una buena intención (para frenar los abusos reales), e incluso si la presión inicial de las empresas fue bien intencionada (para reducir las regulaciones ilógicas), la mezcla de negocios y el gobierno es lo que finalmente resulta nocivo. En su libro, The Myth of the Robber Barons, Burton W. Folsom, Jr. distinguió entre los que se involucran en el capitalismo clientelista —a los que denomina "empresarios políticos"— de aquellos que compiten en el mercado sin ayuda especial del gobierno, a quien llama "empresarios del mercado."
Los economistas socialistas han criticado el término como un intento ideológicamente motivado para referirse a lo que según ellos son los problemas fundamentales del capitalismo como irregularidades evitables. El término "capitalismo clientelista" hizo su primer impacto significativo en el ámbito público como una explicación de la crisis financiera asiática. Esta explicación es frecuentemente desestimada por ser una apología de los fracasos de la política neoliberal y las debilidades fundamentales de las dinámicas del mercado. De acuerdo con el economista socialista Robin Hahnel,
"Los funcionarios del FMI, Michel Camdessus y Stanley Fischer se apresuraron a explicar que las economías afectadas habían sido las únicas culpables. El capitalismo clientelista, la falta de transparencia, procedimientos contables que no están basados en normas internacionales, y políticos pusilánimes demasiado rápidos para gastar y temerosos para poner impuestos es donde estaban los problemas según el FMI y los oficiales del Departamento de Tesoro de Estados Unidos. Simplemente no importaba el hecho que las economías afectadas habían sido presentadas como un dechado de virtud en los informes del FMI/World Bank mostrados hacía nada más que un año, el hecho de que la única historia exitosa del neoliberalismo habían sido los países industrializados recientemente que ahora se encontraban arruinados, y el hecho que el relato que arman el FMI y el departamento del Tesoro no encaja con los hechos dado que las economías afectadas no tenían más capitalismo clientelista, falta de transparencia, y políticos de voluntad débil que  docenas de otras economías que estaban al margen de la crisis financiera asiática".